# Jurjen Bijleveld
Jurjen Bijleveld (Woerden, 13 april 1979) is een voormalig Nederlands voetballer.

## Loopbaan
Bijleveld werd in 1979 in Woerden geboren. Hij begon in 1986 te voetballen bij de voetbalclub VV Drenthina. Bijleveld doorliep de jeugdopleiding van FC Emmen en vervolgens speelde hij vier seizoenen bij de eerste selectie van FC Emmen. Daarna voetbalde Bijleveld onder meer bij WKE en G.S.V.V. The Knickerbockers.

## Statistieken
| Seizoen | Club     | Land      | Competitie     | Wedstrijden | Goals |
| ------- | -------- | --------- | -------------- | ----------- | ----- |
| 1998/99 | FC Emmen | Nederland | Eerste Divisie | 10          | 0     |
| 1999/00 | FC Emmen | Nederland | Eerste Divisie | 9           | 0     |
| 2000/01 | FC Emmen | Nederland | Eerste Divisie | 10          | 0     |
| 2001/02 | FC Emmen | Nederland | Eerste Divisie | 2           | 0     |
|         |          |           | Totaal         | 31          | 0     |